# Präsident des Europäischen Rates
Der Präsident des Europäischen Rates (PER), auch verkürzt als EU-Ratspräsident bezeichnet, ist eine Position innerhalb des Institutionengefüges der Europäischen Union, welches in seiner jetzigen Form durch den Vertrag von Lissabon geschaffen wurde. Der Präsident leitet die Sitzungen des Europäischen Rates, des Gremiums der Staats- und Regierungschefs der EU, hat dort jedoch kein Stimmrecht. Das Amt trat an die Stelle des früheren Vorsitzenden des Europäischen Rates.
Seit dem 1. Dezember 2024 ist der Portugiese  António Costa Präsident des Europäischen Rates.

## Hintergrund
Der Präsident wird vom Europäischen Rat für eine Amtszeit von zweieinhalb Jahren gewählt (Art. 15 EUV). Zur Wahl ist eine qualifizierte Mehrheit nötig, mit der er auch des Amtes enthoben werden kann. Eine Bestätigung durch das Europäische Parlament ist nicht vorgeschrieben. Der Präsident kann einmal wiedergewählt werden. Während seiner Amtszeit darf er kein nationales Amt ausüben.
Zum Aufgabengebiet des Präsidenten gehört die Vorbereitung der Arbeit des Europäischen Rates. Er soll „auf seiner Ebene und in seiner Eigenschaft unbeschadet der Befugnisse des Hohen Vertreters der EU für Außen- und Sicherheitspolitik die Außenvertretung der Union in Angelegenheit der Gemeinsamen Außen- und Sicherheitspolitik“ wahrnehmen (Art. 15 EUV).
Das Amtsgehalt entspricht dem des Kommissionspräsidenten, das etwa bei 270.000 Euro liegt. Bei der Erfüllung seiner Aufgaben wird der Präsident durch das Generalsekretariat des Rates der Europäischen Union unterstützt und es steht ihm in Form des Kabinetts des Präsidenten ein eigener Mitarbeiterstab zur Verfügung. Sein Amtssitz ist das Europa-Gebäude in Brüssel. Sein Büro und die Arbeitsräume seiner Mitarbeiter befinden sich im historischen Teil des Gebäudes, dem Résidence Palace.
Offen ist die Auswirkung des Präsidenten des Europäischen Rates auf die Stellung des Kommissionspräsidenten. Vergleicht man ihre Rollen mit denen in demokratischen Staaten, so weisen sie Ähnlichkeiten mit dem Verhältnis zwischen Staatsoberhaupt und Regierungschef auf (wobei auch der Europäische Rat als „kollektives Staatsoberhaupt“ begriffen werden kann). Es wird vielfach befürchtet, dass der Gemeinschaftscharakter der Europäischen Union durch die Doppelspitze gefährdet werde, auch wegen der fehlenden Legitimation des Präsidenten des Europäischen Rates durch das Europäische Parlament. Im Vorfeld der Verhandlungen zum Vertrag über eine Verfassung für Europa, dessen Inhalte im Vertrag von Lissabon aufgegriffen wurden, wurde deshalb auch über eine Zusammenlegung der beiden Ämter diskutiert, den sogenannten großen Doppelhut. Letztlich fand sich hierfür jedoch keine Mehrheit. Allerdings wurde im Vertrag auch nicht ausdrücklich ausgeschlossen, dass dieselbe Person für beide Ämter nominiert werden kann, falls in der Zukunft der politische Wille dafür besteht.

## Präsidenten des Europäischen Rates seit 2009
| Nr. | Bild | Name (Lebensdaten)         | Partei | Partei     | Herkunftsland | Amtsantritt      | Ende der Amtszeit | Länge der Amtszeit |
| --- | ---- | -------------------------- | ------ | ---------- | ------------- | ---------------- | ----------------- | ------------------ |
| 1   |      | Herman Van Rompuy (* 1947) |        | EVP (CD&V) | Belgien       | 1. Dezember 2009 | 30. November 2014 | 5 Jahre            |
| 2   |      | Donald Tusk (* 1957)       |        | EVP (PO)   | Polen         | 1. Dezember 2014 | 30. November 2019 | 5 Jahre            |
| 3   |      | Charles Michel (* 1975)    |        | ALDE (MR)  | Belgien       | 1. Dezember 2019 | 30. November 2024 | 5 Jahre            |
| 4   |      | António Costa (* 1961)     |        | SPE (PS)   | Portugal      | 1. Dezember 2024 |                   |                    |

### Herman Van Rompuy (2009–2014)
Bei einem Gipfeltreffen der EU-Staats- und -Regierungschefs am 19. November 2009 wurde der belgische Premierminister Herman Van Rompuy (EVP) als erster Präsident des Europäischen Rates gewählt. Er trat sein Amt am 1. Dezember 2009 an. Der kurz darauf folgende Gipfel des Europäischen Rates am 10. und 11. Dezember 2009 wurde allerdings noch von der schwedischen Ratspräsidentschaft geleitet, Van Rompuy nahm lediglich daran teil. Ab 1. Januar 2010 übte Van Rompuy das Amt voll aus. Am 1. März 2012 wurde Van Rompuy von den europäischen Staats- und Regierungschefs für weitere zweieinhalb Jahre (1. Juni 2012 bis 30. November 2014) im Amt bestätigt. Sein Kabinettschef war von 2009 bis 2012 Franciskus van Daele, danach übernahm Didier Seeuws diese Funktion.

### Donald Tusk (2014–2019)
Zum Nachfolger Van Rompuys wurde auf dem EU-Gipfel am 30. August 2014 in Brüssel der polnische Ministerpräsident Donald Tusk (EVP) gewählt. Er trat sein Amt am 1. Dezember 2014 an. Sein Kabinettschef war Piotr Serafin.
Am 4. März 2017 nominierte das polnische Außenministerium unter dem Kabinett Szydło Jacek Saryusz-Wolski zum Gegenkandidaten, um eine Wiederwahl von Donald Tusk zu verhindern. Mit Ausnahme von Polens Ministerpräsidentin Beata Szydło (PiS) entschieden sich alle anderen 27 Mitglieder des Europäischen Rates für eine zweite Amtszeit von Tusk.

### Charles Michel (2019–2024)
Charles Michel trat am 1. Dezember 2019 die Nachfolge von Donald Tusk an, vor dem Amt des Präsidenten des Europäischen Rates war er Regierungschef des Königreichs Belgien.
Am 24. März 2022 wurde Charles Michel für eine zweite Amtszeit von zweieinhalb Jahren, die vom 1. Juni 2022 bis zum 30. November 2024 lief, wiedergewählt.

### António Costa (seit 2024)
Der ehemalige portugiesische Premierminister António Costa wurde am 27. Juni 2024 zum Präsidenten des Europäischen Rates gewählt. Seine zweieinhalbjährige Amtszeit begann am 1. Dezember 2024.